# Kull di Valusia
Kull di Valusia, chiamato anche Kull di Atlantide o Kull il conquistatore, è un personaggio immaginario di genere fantasy ideato dallo scrittore Robert E. Howard. Ha esordito nel racconto Il regno fantasma (The Shadow Kingdom), per la rivista Weird Tales (agosto 1929). Il personaggio è stato impersonato sul grande schermo dall'attore Kevin Sorbo nel film del 1997 Kull il conquistatore.

## Personalità e carattere
Kull è simile a Conan per molti aspetti. È un guerriero feroce, spietato e coraggioso sul campo di battaglia, ma non tirannico o crudele. Ha un forte senso di cavalleria e virtù. A differenza di Conan, Kull è filosofico e meditabondo. Si tormenta per le decisioni che influenzano la vita di coloro che lo circondano, cercando sempre l'azione più nobile da intraprendere. È a disagio con la regalità e preferisce la vita di un generale.

## Biografia del personaggio
Kull nasce nell'Atlantide pre-cataclisma nel 20.000 a.C., quando Atlantide è comandata da tribù barbare. Ad est di Atlantide si trova l'antico continente di Thuria, diviso fra parecchi regni civilizzati, tra cui si trovano Commoria, Grondar, Kamelia, Thule e Verulia. Il più potente tra questi è Valusia. Ad est di Thuria erano ubicate le isole di Lemuria, che erano le vette del continente sommerso di Mu.

## Elenco di racconti
I racconti del ciclo di Kull sono circa dieci. Vengono qui presentati secondo un ordine cronologico stabilito da Lin Carter:
- L'esule di Atlantide (Exile of Atlantis, postumo, King Kull della Lancer Books, 1967);
- Il regno fantasma (The Shadow Kingdom, Weird Tales, agosto 1929);
- La gatta e il teschio (The Cat and the Skull);
- Il teschio urlante del silenzio (The Screaming Skull of Silence, postumo, vedi primo);
- Quest'ascia è il mio scettro! (By this Axe I Rule!, postumo, vedi primo);
- Un colpo di gong (The Striking of the Gong, postumo, vedi primo);
- Le spade del regno purpureo (Swords of the Purple Kingdom, postumo, vedi primo);
- Gli specchi di Tuzun Thune (The Mirrors of Tuzun Thune, Weird Tales, settembre 1927);
- L'altare e lo scorpione (The Altar and the Scorpion, postumo, vedi primo);
- Il re e la quercia (The King and the Oak, postumo, poesia, Weird Tales, febbraio 1939).

## Fumetti
A partire dagli anni '70 diverse case editrici hanno pubblicato fumetti con protagonista Kull di Valusia. La prima a realizzarli è stata la Marvel Comics.